# Cannabis sintetica

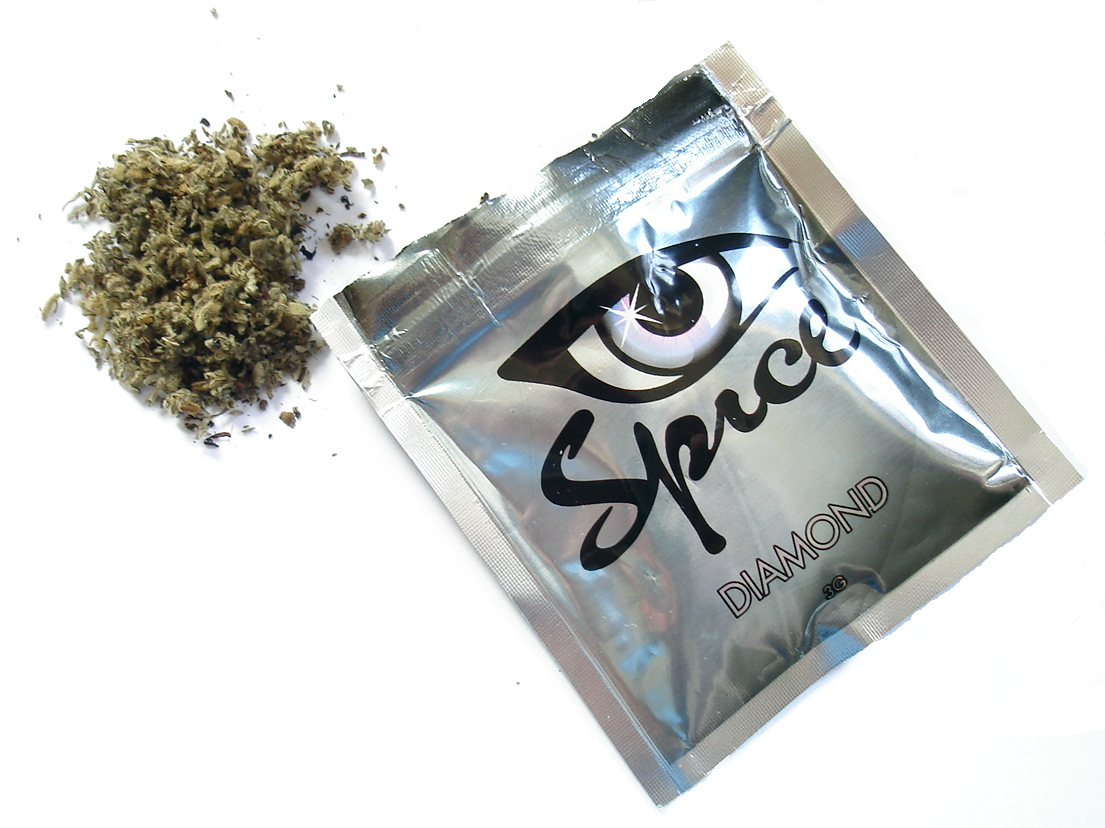
Bustina di "Spice" contenente cannabinoidi sintetici

La cannabis sintetica è una miscela di erbe essiccate alle quali vengono aggiunte sostanze psicoattive create in laboratorio, progettate per dare effetto simile a quello della Cannabis. Di solito le sostanze addizionate sono cannabinoidi sintetici i quali risultano avere effetti totalmente diversi da quelli della cannabis e sono svariatamente più pericolosi. 

## Composizione
Le erbe utilizzate per produrla sono canapa, Canavalia maritima, Nymphaea caerulea, Scutellaria nana, Pedicularis densiflora, Leonotis leonurus, Zornia latifolia, Nelumbo nucifera e Leonurus sibiricus. È anche conosciuta con il nome commerciale di K2, o talvolta Spice. La sostanza in realtà ha poco a che vedere con la cannabis, con la quale condivide vagamente aspetto ed alcuni effetti, oltre al fatto che molte volte viene usata come sostituto a essa in quanto si crede non se ne conoscano appieno i principi attivi e quindi non venga rilevata nei test antidroga. 
Le erbe vengono addizionate di cannabinoidi sintetici prodotti in laboratori clandestini in tutto il mondo. La scelta tra i vari cannabinoidi sintetici è molto varia: potenzialmente esistono migliaia, ma solamente 171 sono quelli monitorati in Europa. Analisi di laboratorio affermano che, oltre ai cannabinoidi sintetici, può essere presente addizionato tocopherol sintetico 
Si è largamente diffusa negli Stati Uniti occidentali, mentre all'interno dell'Europa in Gran Bretagna (dove è conosciuta come Black Mamba), per poi penetrare in Germania ed Europa settentrionale.

## Effetti
I cannabinoidi sintetici che vengono addizionati possono avere una potenza 200 volte maggiore al THC: questo significa che sia gli effetti psicoattivi, ma anche quelli negativi sono amplificati rispetto alla marijuana. Tra gli effetti psicologici più comuni si riscontrano:
- distorsione della percezione,

- psicosi,
- agitazione,
- ansia,
- irritabilità,
- confusione,
- aggressività,
- tendenze suicide,
- alterazioni nella memoria,
- dipendenza.

Invece gli effetti fisici possono essere:
- tachicardia,
- dolore al petto,
- infarto,
- aritmia,
- crisi epilettiche,
- sonnolenza,
- nausea e vomito,
- anoressia,
- mancanza del respiro. [3]